# Dalibor Chatrný
Dalibor Chatrný (28. srpna 1925 Brno – 5. července 2012 Rajhrad) byl český a moravský výtvarník, konceptuální umělec, malíř, grafik a pedagog, celoživotně úzce spjatý s Brnem.

## Život
Narodil se v rodině řídícího učitele Metoděje Chatrného (6. října 1890 Příbram u Brna – 26. června 1956 Vysoké Popovice) a jeho manželky Marie (19. ledna 1900 – 11. června 1986).
Jeho mladší bratr Ivan Chatrný (14. června 1928 Vysoké Popovice –  5. října1983 Brno) byl rovněž grafik a výtvarník.

## Studium
- Po maturitě na 1. České státní reálce v Brně (1936–1944) nejprve od roku 1945 studoval na Pedagogické fakultě Univerzity Karlovy (vyučující: Cyril Bouda, Martin Salcman, Josef Sejpka, František Kovárna, Karel Lidický). V letech 1949–1953 pak studoval na Akademii výtvarných umění v Praze (vyučující: Vladimír Sychra, Vladimír Silovský).

## Pedagogické působení
- 1958–1960 Střední uměleckoprůmyslová škola v Brně
- 1963–1986 Střední uměleckoprůmyslová škola v Brně, oddělení propagační grafiky, vedoucí oddělení
- 1990–1992 Akademie výtvarných umění v Praze, ateliér grafiky
- 1992–1993 Fakulta výtvarných umění VUT v Brně, ateliér konceptuálních tendencí
- 1992–1994 Janáčkova akademie múzických umění v Brně, katedra scénografie

## Tvorba

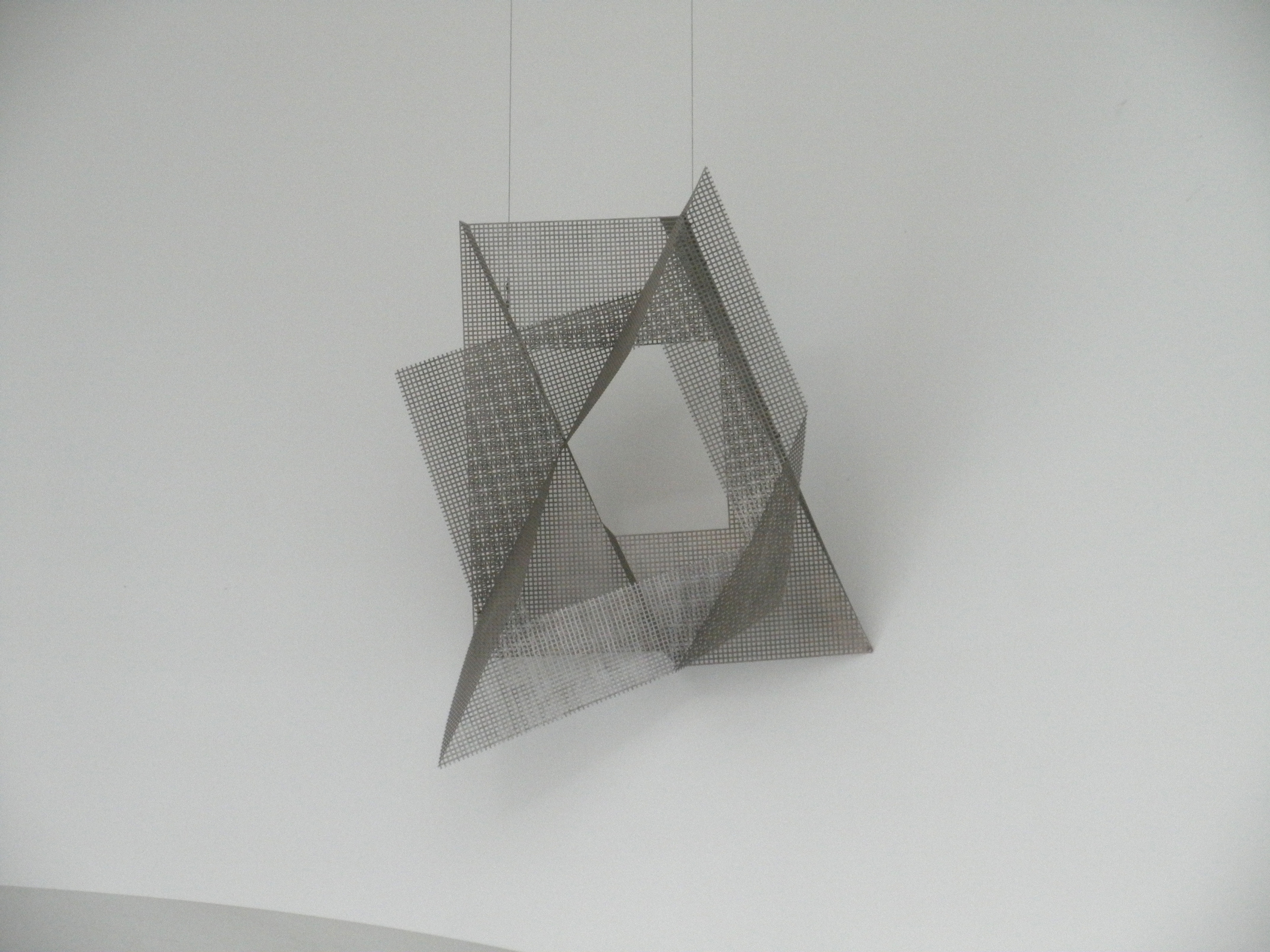
Chatrného skulptura Hnízdo v univerzitním kampusu Bohunice

Zpočátku se věnoval zejména grafice a klasické kresbě. Nicméně již koncem 50. let začal experimentovat s novými materiály, novými formami i novými tvůrčími postupy; ty pak dále aktivně rozvíjel až do konce svých dnů. Krom toho byl znám tím, že experimentoval i s výtvarným ztvárněním literárních textů, výtvarnými úpravami fotografií a dalších uměleckých děl.

## Samostatné výstavy (výběr)
- 2025 Brno, Památník Leoše Janáčka MZM, Dalibor Chatrný – cyklus výstav ke 100. výročí narození
- 2025, Louny, Galerie Benedikta Rejta, Dalibor Chatrný / Ivan Chatrný / Štěpán Málek – Stejné a jiné
- 2020 Brno, Památník Leoše Janáčka MZM, Dalibor Chatrný – Práce s fotografií
- 2019 Hradec Králové, Galerie ABM, Dalibor Chatrný Horizontálou - vertikálou
- 2018–2019 Praha, Galerie Tapeta, Dalibor Chatrný Redukce
- 2018 Basilej (CH),  Art Basel, Features
  - Brno, Dům pánů z Kunštátu, Něco něčím | Daliborem Chatrným
- 2017 Brno, Etcetera, Dalibor Chatrný / Jiří Staněk
- 2016 Bratislava (SK), Galéria 19, Tak Teď Tu
  - Praha, hunt kastner, Něco něčím | Daliborem Chatrným
  - Klatovy, Galerie U Bílého jednorožce,  Prostorem, gestem, energií
- 2015  Brno, Dům umění města Brna, Jsem prostorem
- 2014 Brno, Hrad Špilberk, Dalibor Chatrný – Letem českým světem
  - Praha, Galerie hlavního města Prahy – Dům U kamenného zvonu, Vidět svět jinak
- 2013 Brno, Památník Leoše Janáčka MZM, Bylo Bude (textová stěna)
- 2012 Praha, Geofyzikální ústav AV ČR, Kresby s překážkami
- 2011 Brno, Památník Leoše Janáčka MZM, Práce z roku 2010
  - Mikulov, Galerie Závodný            
  - Olomouc, Muzeum moderního umění, Tak Teď Tu
  - Praha, Topičův salon, Výroky
- 2010 Trutnov, Galerie města Trutnova, Slovem
- 2009 Brno, Galerie Ars        
  - Křížovice, Galerie z ruky  
  - Nové Město na Moravě, Horácká galerie (s Bohuslavou Olešovou a Zdeňkem Šplíchalem)            
  - Třebíč
  - Galerie Malovaný dům (s Bohuslavou Olešovou a Zdeňkem Šplíchalem)
  - Brno, Galerie Brno (s Pavlem Korbičkou), Prostorem pohybem
  - Nové Zámky (SK), Galéria umenia
  - Praha, Muzeum Kampa, Provazem a magnetem
- 2008 Praha, Galerie Via art ,Topologické kresby
- 2007 Štenberk, Galerie Štenberk, Čmáranice po nebi
  - Brno, Galerie na bidýlku          
  - Olomouc, Galerie Patro
- 2006 Brno,  foyer Janáčkova divadla
  - Ostrava, Galerie Chagall
  - Louny, Galerie Benedikta Rejta
- 2005 Brno, Dům umění města Brna a Dům pánů z Kunštátu, Piňos a Chatrný, audiovizuální kompozice Mříže            
  - Opava, Dům umění (s Jiřím Valochem a Nikosem Armutidisem)
  - Brno, Dům umění      
  - Brno, Galerie Daria      
  - Ústí nad Labem, foyer Městského divadla
- 2004 Brno, Galerie Brno      
  - Mělník  Galerie Erasmus
- 2003 Zlín Krajská galerie výtvarného umění, Grafický kabinet
- 2002 Třebíč, Malovaný dům (s Jiřím Valochem a Nikosem Armutidisem)        
  - Brno, Galerie Ars
- 2001 Uherské Hradiště, Dům knihy Portál (s Danou Chatrnou)  
  - Brno, Výzkumný ústav veterinárních léčiv      
  - Liberec, Malá výstavní síň
- 2000 Brno, Dům umění, Dresdner Bank      
  - Ulft (NL), Galerie bij de Boeken, Dalibor Chatrný / Čestmír Suška
  - Brno, Dům pánů z Fanálu        
  - Brno, Moravská galerie, Pražákův palác            
  - České Budějovice, Dům umění      
  - Brno, Nová Galerie Střepy

## Skupinové výstavy (výběr)
- 2025 Kroměříž, Galerie Pekelné sáně, Dalibor Chatrný 100: zvuk/vibrace/chvění [17 autorů k poctě D. CH.][3]
- 2025 Pardubice, Gočárova galerie v Automatických mlýnech, Chatrný 100 [16 autorů k poctě D. CH.]
- 2025 Hradec Králové, Galerie Škroupovka, Chatrný 100
- 2022 Ústí nad Labem, Galerie Emila Filly, Souvztažné roviny
- 2021/2022  Praha, Galerie hlavního města Prahy, No Art Today?
  - Klatovy, Galerie U Bílého jednorožce, Rozhraní
- 2021 Paris (F), FIAC, Grand Palais Ephémére, Igor Hosnedl, Dalibor Chatrný, Eva Koťátková, Ján Mancuška
  - Trnava (SK), Galéria Jána Koniarka, Všemi směry – Devadesátá léta ze sbírek galerie Klatovy
  - Hradec Králové, Galerie Hradce Králové, Konkrétní podzim 2021 – Symbol, Znak, Litera
  - Olomouc, Telegraph Gallery, Ještě jednou, prosím
  - Klatovy, Galerie Klatovy / Klenová (Sýpka Klenová, Zámek Klenová), Všemi směry (devadesátá léta ze sbírek GKK)
  - Praha, Galerie Smečky, Všechno je koláž
  - Brno, Dům pánů z Kunštátu, DU Brno, Mladí přátelé výtvarného umění 1960–1995
  - Roudnice nad Labem, GMU, Koncepty zrcadlení
- 2020 Brno, Muzeum města Brna, Vznášet se a chvět v siločarách přitažlivosti
- 2019/2020 Olomouc, Muzeum umění, Art & Print
  - Nové Zámky (SK), Galéria umenia Ernesta Zmetáka v Nových Zámkoch, Rodinné striebro – prírastky galérie 2005–2019
  - Praha, hunt kastner, Kvodlibet / Quodlibet
  - Klatovy, Galerie U Bílého jednorožce, Kosmos
  - Karlovy Vary, Galerie umění, 50 Years later / O 50 let později
  - Brno, Fait Gallery, Karel Malich & utopické projekty
  - Praha, Museum Kampa, Mnohoznačnost struktur / dynamika sil
- 2019 Hradec Králové, Galerie U Přívozu, Konkrétní podzim 2019
  - Praha, Městská knihovna, Karafiáty a samet: Umění a revoluce v Portugalsku a Československu 1968-1974-1989
  - Praha, Dům U Kamenného zvonu, Zvuky, kódy, obrazy: Akustický experiment ve vizuálním umění
  - Praha, Galerie U Betlémské kaple, Na konci duhy dva kroky vlevo
  - Pardubice, Východočeská galerie v Pardubicích, Zámek, Doba plastová [4][5]
  - Brno, MG - Pražákův palác, Boudník
  - Humpolec, 8smička, Kuna nese nanuk: Umění čtení umění
  - Brno, Etcetera Gallery, Plnost redukce
- 2018/2019 Praha, GHMP, Transformace geometrie
  - Klatovy, Galerie U Bílého jednorožce, Obrazy zimy ve výtvarném umění 19.–21. století
- 2018 Jihlava, Oblastní galerie Vysočiny v Jihlavě, Okno před záclonou
  - Praha, Galerie U Betlémské kaple, Difficult Ceremony
  - Praha, Galerie Smečky, Naše koláže
  - Roudnice nad Labem, Galerie moderního umění v Roudnici nad Labem, Jaro. Československá výtvarná scéna 1966–1968
- 2017/2018 Brno, Fait Gallery, Čs. koncept 70. let

## Členství v uměleckých skupinách
- Profi l 58
- Parabola
- Klub konkrétistů
- Umělecká beseda Praha
- TTklub

## Zastoupení ve sbírkách
- Muzeum města Brna
- Moravská galerie v Brně
- Národní galerie v Praze
- Galerie Benedikta Rejta, Louny
- České muzeum výtvarných umění v Praze, nyní GASK
- Galerie hlavního města Prahy
- Galerie moderního umění v Hradci Králové
- Alšova jihočeská galerie v Hluboké nad Vltavou
- Muzeum umění Olomouc
- Horácká galerie, Nové Město na Moravě
- Oblastní galerie Vysočiny v Jihlavě
- Slovenská národní galerie, Bratislava
- Galerie umění Karlovy Vary
- Východočeská galerie v Pardubicích
- Staatliche Kunstsammlungen-Kupferstichkabinett, Drážďany
- Karl Ernst Osthaus-Muzeum, Hagen
- Muzeum Sztuki Lódž
- Muzeum Sztuki Chelm
- Galéria Zirc
- Staatliches Lindenau-Museum, Altenburg
- soukromé sbírky po celém světě

## Ocenění
- 1960 Cena Antonína Procházky
- 1968 1. cena na bienále Výzkum grafiky
- 1985 Cena 4. bienále evropské grafiky
- 1997 Cena Vladimíra Boudníka, grafika roku 1996[6]
- 2000 Cena Michaela Ranného za mimořádný přínos pro české výtvarné umění
- 2001 Cena Sdružení A - R Christmas 2001
- 2006 Cena města Brna za celoživotní dílo
- 2007 Cena ministra kultury ČR
- 2011 Umělec má cenu